# Josef Klügel
Josef Klügel (Kliegel) (* 1745 in Güns/Ungarn; † 1812 ebenda) war ein österreichischer Orgelbauer.

## Leben
Josef Klügel d. Ältere erlernte den Orgelbau bei Johann Jakob Jetter (1743–1787) und übernahm nach dessen Tod in 1787 dessen Werkstatt in Güns. J. Klügel zählt zu den bedeutendsten Orgelbauern der Stadt Güns.
Nach seinem Tod 1812 führte sein Sohn Josef Johann Klügel (1789–1853) die Werkstatt weiter, welche dann an Karl Alexander Klügel (1824–1903) in dritter Generation übergeben wurde.

## Werkliste
| Jahr | Ort                 | Gebäude                                | Bild | Manuale | Register | Bemerkungen                                                                                      |
| ---- | ------------------- | -------------------------------------- | ---- | ------- | -------- | ------------------------------------------------------------------------------------------------ |
| 1784 | Gaas                | Pfarrkirche Gaas                       |      | I/P     | 10       | [ 1 ]                                                                                            |
| 1788 | Deutsch Schützen    | Pfarrkirche Deutsch Schützen           |      | I/P     | 6        | nicht erhalten, seit 1853 Orgel von Franz Ullmann aus dem ehemaligen Franziskanerkloster Güssing |
| 1790 | Pinkafeld           | Katholische Pfarrkirche Pinkafeld      |      | II/P    | 19       | nur Gehäuse erhalten, seit 2022 Orgel von Hermann Eule Orgelbau Bautzen                          |
| 1790 | Unterloisdorf       | Filialkirche St. Radegundis            |      | I/P     | 9        | nicht erhalten, seit 1847 Orgel von Philipp König                                                |
| 1793 | Kobersdorf          | Evangelische Pfarrkirche Kobersdorf    |      | I/P     |          | nicht erhalten, Orgel aus 1870                                                                   |
| 1796 | Zalaegerszeg/Ungarn | Dorfmuseum                             |      | I       | 6        | [ 5 ]                                                                                            |
| 1797 | Lutzmannsburg       | Evangelische Pfarrkirche Lutzmannsburg |      | I/P     |          | nicht erhalten, Orgel aus 1953                                                                   |